# Nitza Metzger-Szmuk

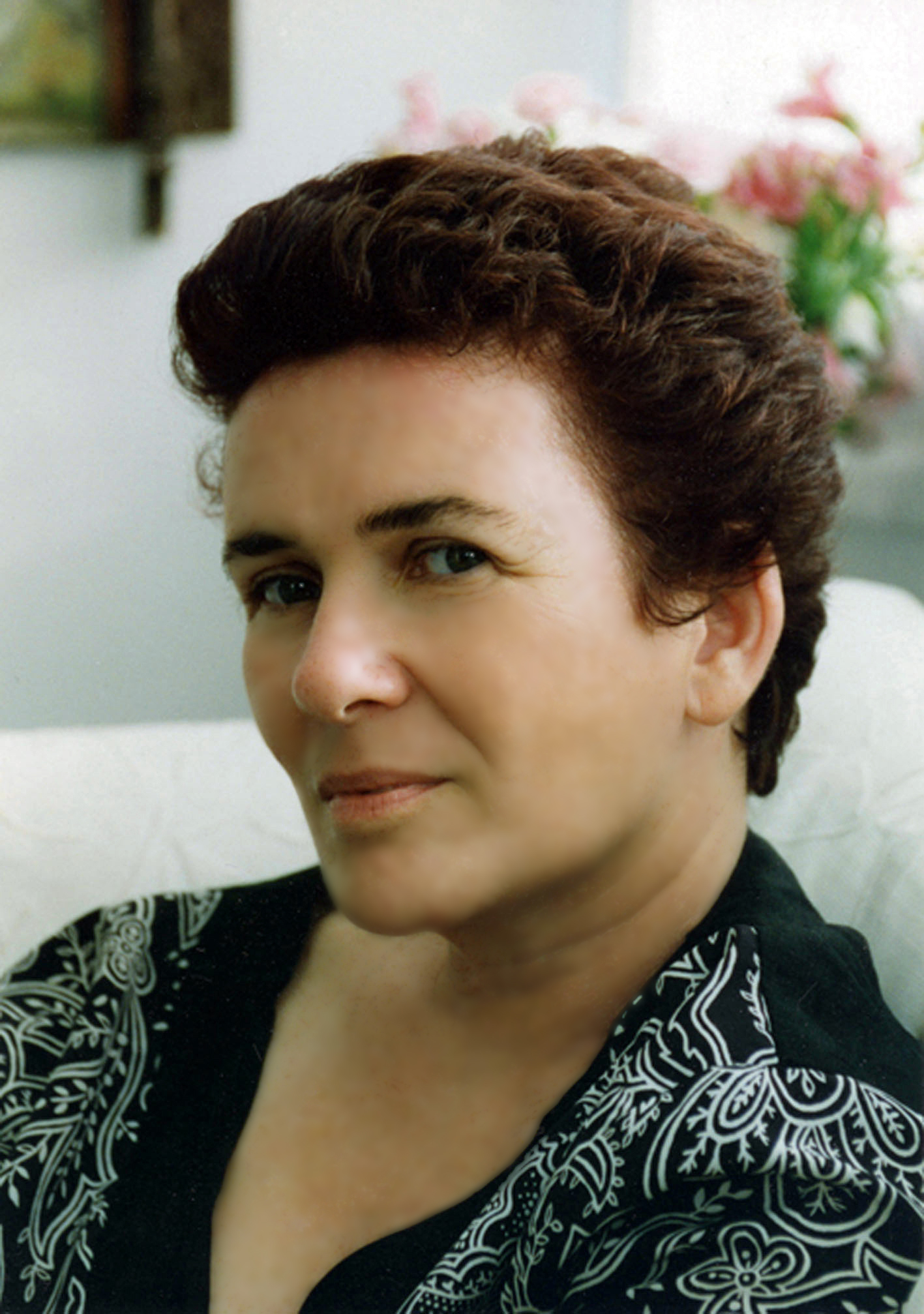
Metzger-Szmuk 2006

Nitza Metzger-Szmuk (hebräisch נִיצָה מֶצְגֶר-סְמוּק ‚Nītsah Metsger-Smūk‘, geboren 1945 in Tel Aviv) ist eine israelische Architektin, Denkmalschützerin und Preisträgerin des EMET-Preises für Architektur in Anerkennung ihrer Arbeit zur Dokumentation und Erhaltung der Weißen Stadt von Tel Aviv. Im Jahr 2001 erhielt sie auch den Rokach-Preis der Stadtverwaltung Tel Aviv.

## Leben und Ausbildung
Geboren 1945 in Tel Aviv, schloss sie 1978 ihr Architekturstudium an der Universität von Florenz ab. Nach ihrem Abschluss arbeitete sie in einem Architekturbüro in Florenz, das sich mit der Restaurierung historischer Gebäude befasste. Metzger-Szmuk ist verheiratet mit dem Architekturphotographen Peter Szmuk. Beider Tochter Lital Fabian ist auch Architektin. Als Mitarbeiterin von Martha Schwartz Partners gestaltete sie 1999 den Entwurf für die Gestaltung des südlichen Vorplatzes des Hauptbahnhofs in Berlin mit.

## Arbeiten in Architektur und Denkmalpflege
Nach ihrer Rückkehr nach Israel im Jahr 1989 überzeugte sie ihr Freund, der Bildhauer Dani Karavan, sich um die historische Weiße Stadt zu kümmern. Metzger-Szmuk wurde 1990 von der Qeren Tel Aviv lə-Fittuach (קֶרֶן תֵּל־אָבִיב לְפִתּוּחַ ‚Tel Aviv-Fonds für Entwicklung‘; englisch Tel Aviv Foundation) mit der Erstellung einer architektonischen Bestandsaufnahme der Gebäude des internationalen Stils (Bauhaus) in der Stadt beauftragt. Die Erhebung diente als Grundlage für den Denkmalschutzplan der Stadt und für ihr erstes Buch „Battim min ha-Chol“ (בָּתִּים מִן הַחוֹל ‚Häuser aus dem Sande‘; englisch Dwelling on the Dunes), das 1994 erstmals veröffentlicht wurde und bis heute außer auf Hebräisch auch auf Englisch und Französisch erschienen ist.

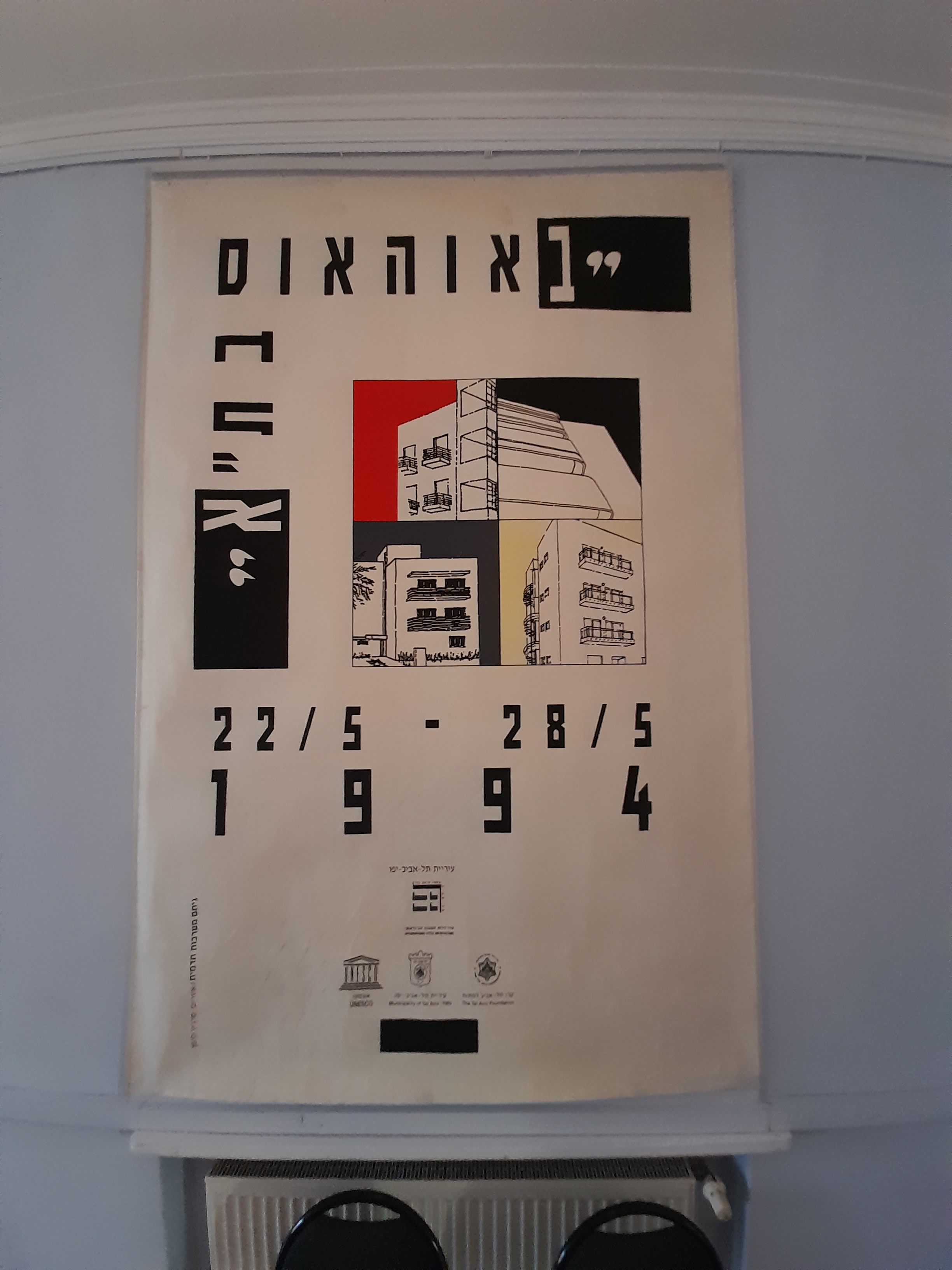
Plakat zur Aktionswoche 22.–28. Mai 1994 zu Bauhaus-Architektur in Tel Aviv, Aufnahme 2021

Metzger-Szmuk baute 1991 das Dezernat Denkmalschutz der Stadtverwaltung Tel Aviv-Yafo auf und leitete es bis 2002. Sie rückte – mit Unterstützung der Qeren Tel Aviv lə-Fittuach – das bauliche Erbe der Stadt, vor allem der Bauhaus-Moderne, ins Bewusstsein einer breiteren Öffentlichkeit, indem sie – unter anderem – im Rahmen einer Plakataktion an Bauten der Moderne die Augen der Passanten auf einzelne Baudenkmale lenkte, begleitet von weiteren Veranstaltungen und Publikationen. Ihr gebührt ein großes Verdienst bei der Ernennung der „Weißen Stadt“ zum Weltkulturerbe durch die UNESCO im Jahr 2003.
2003 eröffnete sie ein Architekturbüro, das sich auf Denkmalpflege spezialisiert hat. Das Metzger-Szmuk renovierte und rekonstruierte zwischen 2006 und 2009 den Beit Bialik und wahrte bzw. restaurierte so originalgetreu wie möglich.

## Akademische Laufbahn
Im Jahr 2005 kam sie als Fakultätsmitglied an das Technion. Im Jahr 2006 wurde sie zur außerordentlichen Professorin ernannt. Bis 2013 leitete sie das Graduiertenprogramm in Architektur mit Spezialisierung auf Denkmalschutz.

## Auszeichnungen
- 2006 – EMET-Preis in der Kategorie: Kultur und Kunst, Bereich: Architektur, für ihren Beitrag zur Förderung des Naturschutzes in Israel
- 2001 – Rokach-Preis für Architektur der Stadtverwaltung Tel Aviv
- Anerkennungsurkunde der Aguddat ha-Adrīchalīm ū-Məhandessej he-ʿArīm (אֲגֻדַּת הָאַדְרִיכָלִים וּמְהַנְדֵּסֵי הֶעָרִים ‚Verband der Architekten und Städtebauer‘; englisch Association of Architects and Town Planners) für ihre professionellen Beiträge im Bereich des Denkmalschutzes

## Ausstellungen
Metzger-Szmuk kuratierte die Ausstellung The White City-Tel Aviv’s Modern Movement. Die Ausstellung wurde erstmals 2004 im Tel Aviv Museum of Art gezeigt. Seitdem ist sie nach Kanada, in die Schweiz, nach Italien, Österreich, Belgien, Deutschland, Frankreich, Russland, Finnland und Dänemark gewandert.

## Werke
- בָּתִּים מִן הָחוֹל: אַדְרִיכָלוּת הַסִּגְנוֹן הַבֵּינְלְאֻמִּי בְּתֵל־אָבִיב - 1948–1931 (Battīm min ha-Chōl: Adrīchalūt ha-Signōn ha-Bejnləʾummī bə-Tel Avīv), Tel Aviv-Jaffa: קֶרֶן תֵּל־אָבִיב לְפִתּוּחַ, 1994. ISBN 965-05-0724-8
- Nitza Metzger-Szmuk, Véra Pinto-Lasry, Vivianne Barsky, Dani Karavan: Dwelling on the Dunes: Tel Aviv, Modern Movement and Bauhaus Ideals / Des maisons sur le sable: Tel-Aviv, Mouvement moderne et esprit Bauhaus. Bilingual edition English/French. ECLAT, Paris 2004, ISBN 978-2-84162-077-7.
- “Białe Miasto Tel Awiw. Ruch Modernistyczny – The White City of Tel Aviv: The Modern Movement”, in: GDY-TLV: Gdynia – Tel Awiw, Artur Tanikowski (Hrsg. und Kurator), Aufsätze in Englisch und Polnisch, Wiesław Horabik, Aleksandra Rawska und Zofia Sochańska (Übers.), Gdingen und Warschau: Muzeum Miasta Gdyni und Muzeum Historii Żydów Polskich POLIN, 2019, (=Katalog zur Ausstellung im Muzeum Historii Żydów Polskich Polin, 12. September 2019 - 2. Februar 2020, und im Muzeum Miasta Gdyni, 6. März - 7. Juni 2020), S. 50–59. ISBN 978-83-949989-8-1 (Gdingen) und ISBN 978-83-952378-4-3 (Warschau).